# Белькур (станция метро)

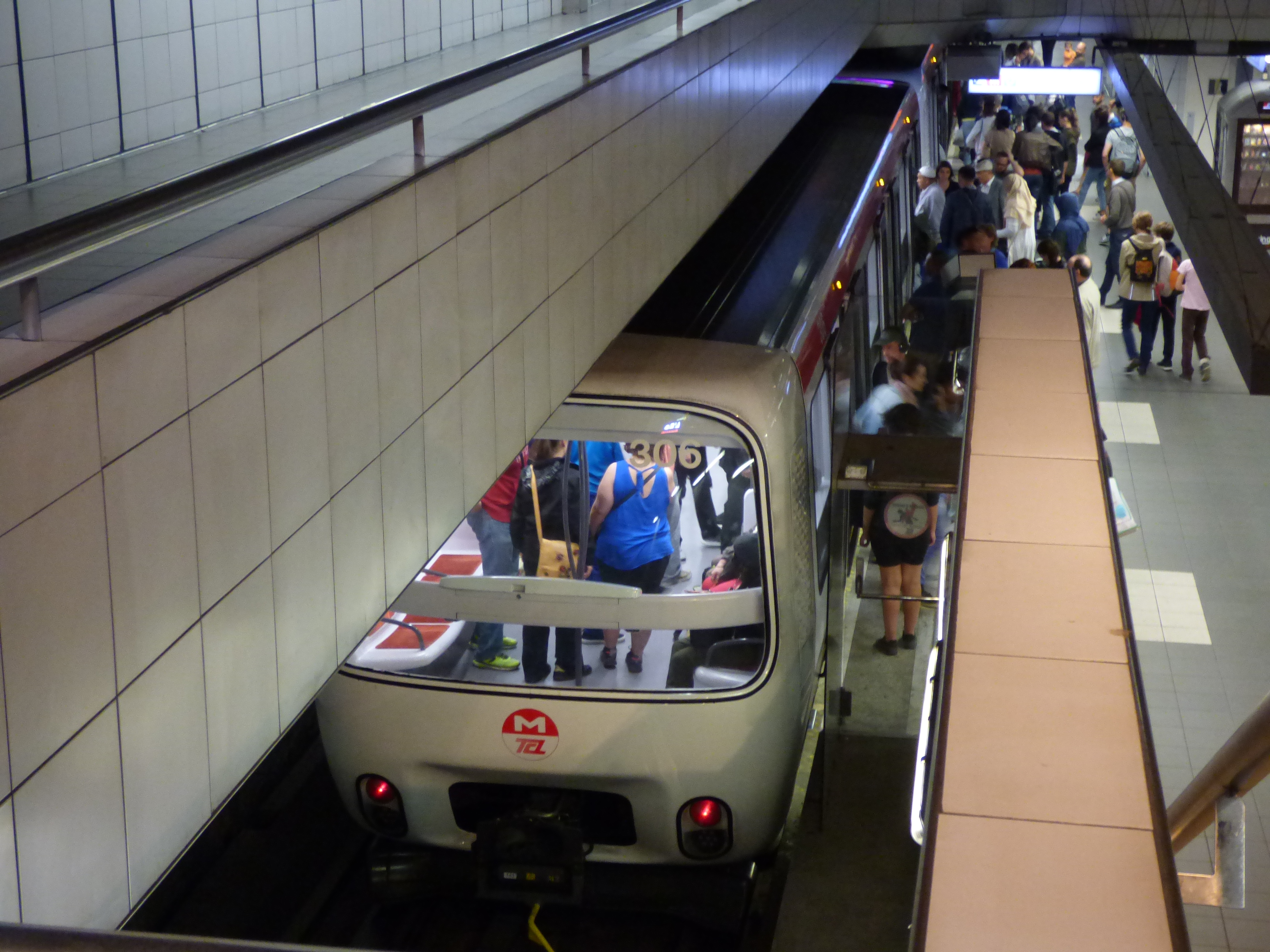
Поезд на станции «Белькур» (линия D).

«Бельку́р» (фр. Bellecour) — пересадочный узел линий A и D Лионского метрополитена.

## Расположение
Станция находится во 2-м округе Лиона, в районе Прескиль. Платформа станции расположена под одной из центральных площадей Лиона — Белькур (фр. place Bellecour). Вход на станцию производится в нескольких местах: на юге — вблизи впадения в площадь Белькур улицы Виктор Гюго (фр. rue Victor Hugo), на востоке — с площади  Антонен Понсе (фр. place Antonin Poncet), на северо-востоке — вблизи слияния площади Белькур  с площадью Ле Вист (фр. place Le Viste) и улицами Репюблик (фр. rue de la République) и Барр (фр. rue de La Barre).

## Особенности
Станция линии A открыта 2 мая 1978 года в составе первой очереди Лионского метрополитена от станции Перраш до станции Лоран Бонве — Астробаль; состоит из двух путей и двух боковых платформ. Станция линии D открыта 9 сентября 1991 года в составе первой очереди этой линии от станции Горж де Лу до станции Гранж Бланш; состоит из двух путей и одной островной платформы. Пассажиропоток станций обеих линий в 2006 году составил 1 213 546 чел./мес.
Станция линии A — самая длинная в сети и одна из самых высоких — платформа направления Перраш находится над пересадочным мезонином более глубоко расположенной станции линии D. При входе на платформу направления Во-ан-Велен — Ла Суа в столбе проникающего с поверхности света находится скульптура под названием «Солнце» художника Ивана Авоскана. Внутри станции также расположен фрагмент древнеримской мозаики II века, обнаруженной при строительстве метро в 1976 году.

## Происхождение названия
Название станции происходит от названия главной парадной площади Белькур, под которой расположена станция. Площадь с конной статуей Людовика XIV в центре появилась в 1714 году под названием площадь Людовика Великого. Затем площадь неоднократно меняла названия: нынешнее, которое можно примерно перевести как «красивый двор», впервые появилось в 1848 году, просуществовало на карте Лиона до 1852 года, снова было возвращено в 1871 году и с тех пор не менялось.

## Достопримечательности
- Площадь Белькур с памятником Людовику XIV
- Площадь Жакобен[фр.]
- Площадь Антонен Понсе[фр.]
- Улица Репюблик
- Отель-Дьё — комплекс исторических зданий
- Колокольня бывшей больницы Шарите[фр.]
- Театр Селестен[фр.] — один из старейших театров Франции
- Большая лионская синагога[фр.]
- Туристический офис Лиона

## Наземный транспорт
Со станции существует пересадка на следующие виды транспорта:

       — «главный» автобус

       — автобус

   —  «внутрирайонный» автобус

Пригородные автобусы 171